# 陈同

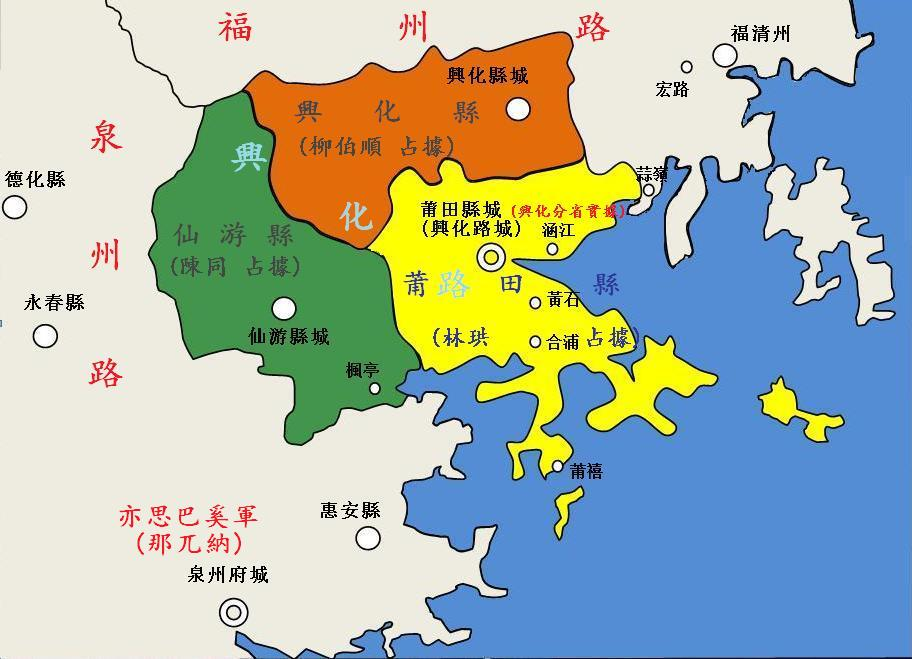
1362年，興化路（興化分省）呈現四分的局面，林珙、陳同、柳伯順分別占據莆田縣、仙游縣、興化縣的大片土地，興化分省政府僅實際控制着莆田县城及其周邊的小片土地。

陈同（？—1370年），福建等处行中书省泉州路惠安县人，是元末明初的豪强，曾参与亦思巴奚兵乱，后起兵反明，兵败被杀。
元至正二十年（1360年），福建行省兴化路推官林德隆集合地主武装，赶走兴化路判官，被提升为兴化路总管。林德隆和兴化路同知、惠安人陈从仁都是一方豪强，实力不分上下。陈从仁秘密调来兄弟（一说儿子）陈同的队伍，杀死林德隆。次年（1361年），林德隆之子林珙集结民兵，在兴化分省右丞苫思丁和割据泉州等地的亦思巴奚军首领阿迷里丁的支持下，诱杀陈从仁。陈同跑到漳州，向兴化路总管罗良乞援，于元月中航海归来，占领惠安县，广征人丁，在涂岭据险筑寨，称为“陈同关”。陈同得到姐夫柳伯顺的协助，在枫亭打败林珙军。此后几年间，双方在兴化、惠安等地混战不已，其中在“陈同关”血战多次。
明洪武元年（1368年），陈同率众反明。洪武三年（1370年）六月，陈同军攻打永春、德化、安溪3县，泉州卫千户姚得、龚胜率兵4000人前去镇压，被陈同军打败。指挥周渊又率军出战，也被陈同军打败。当时，驸马都尉王恭镇守福建，闻讯便亲自率领精兵讨伐陈同军，陈同被擒杀，余部投降。